# 1989 Tatry
Az 1989 Tatry (ideiglenes jelöléssel 1955 FG) a Naprendszer kisbolygóövében található aszteroida. Alois Paroubek fedezte fel 1955. március 20-án.